# Stadio Letzigrund
Lo Stadio , o Letzigrund Stadion, è uno stadio della città di Zurigo, in Svizzera. Ospita le partite casalinghe del Fussballclub Zürich e del Grasshopper Club Zürich, principali squadre di calcio di Zurigo, conosciuto anche per ospitare dal 1928 il meeting di atletica leggera Weltklasse Zürich, parte del circuito della Diamond League.
Lo stadio fu costruito nei primi anni venti e inaugurato il 22 febbraio 1925. Successivamente venne ristrutturato completamente per ospitare gli incontri del Campionato europeo di calcio 2008. Il Letzigrund è tornato in funzione il 30 agosto 2007.
In origine le partite organizzate a Zurigo avrebbero dovuto essere giocate all'Hardturm, l'altro stadio cittadino, concepito unicamente per il calcio. Ritardi nella realizzazione del nuovo complesso hanno però obbligato gli organizzatori a ripiegare sul Letzigrund. Lo stadio è stato abbattuto e ricostruito in appena un anno, conservando la caratteristica della pista di atletica. Il nuovo impianto è a forma di conchiglia e vanta un'esclusiva rampa d'accesso. Il tetto sarà coperto da vegetazione. Il Letzigrund è stato costruito nel tempo record di soli due anni. Solo la rapidità con cui si è deciso di costruire lo stadio e i brevissimi tempi di progettazione e realizzazione hanno reso possibile la partecipazione agli Europei. A tale proposito si parla del "miracolo" di Zurigo.
La sua struttura, oltre ad essere in grado di accogliere 30.000 spettatori, è considerata avveniristica visto il limitato impatto ambientale. Il soffitto delle tribune è costruito in legno ed il tetto è dotato di pannelli solari.

## Partite Euro 2008
- Romania -  Francia 0-0 (Gruppo C, 9 giugno)
- Italia -  Romania 1-1 (Gruppo C, 13 giugno)
- Francia -  Italia 0-2 (Gruppo C, 17 giugno)

## Galleria d'immagini

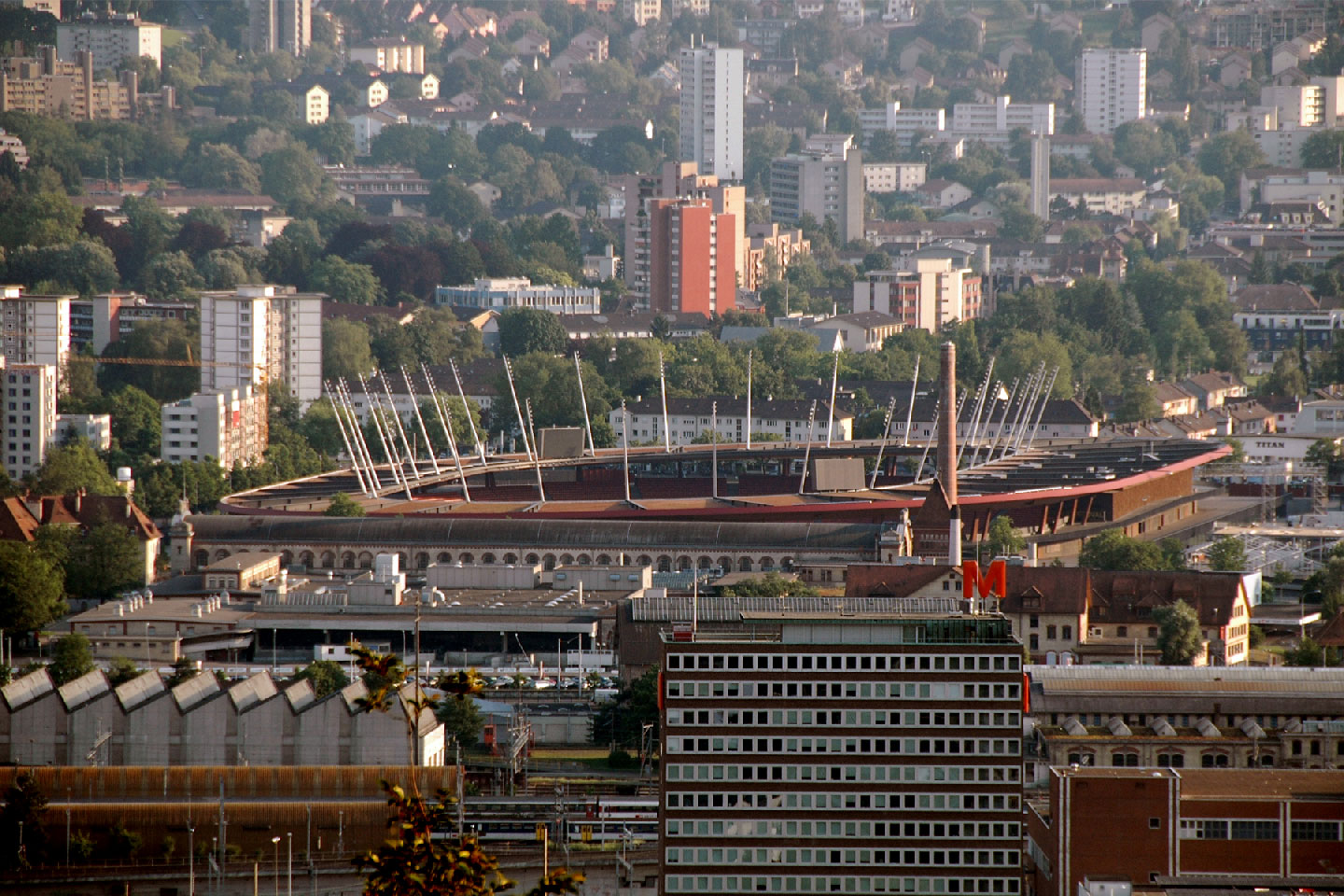
L'elegante disposizione dell'impianto di illuminazione del Letzigrund